# Антон, Овидиу
Овидиу Антон (рум. Ovidiu Anton; 24 февраля 1983) — румынский певец и автор песен. В 2016 году должен был представлять Румынию на Евровидении-2016 с песней «Moment of Silence», однако страна была исключена из списка участников в связи с задолженностью румынской телекомпании TVR перед Европейским вещательным союзом (EBC).

## Биография
Овидиу Антон родился 24 февраля 1983 года в Бухаресте. Впервые выступил на сцене в 6 лет. Окончил музыкальную школу по классу гитары и фортепиано.
Певец пять раз принимал участие в национальном отборе Румынии на Евровидение: в 2010 году вместе с группой «Pasager» с песней «Running Out of Time», 2012 года с песней «I Walk Alone», в 2013 году с песней «Run Away with Me», в 2015 году с песней «Still Alive» и в 2016 году с песней «Moment of Silence».
В 2016 году Овидиу победил в национальном отборе, что предоставило ему возможность представлять страну на конкурсе, но певец был исключён из списка участников 22 апреля 2016 года.